# Parlamento nazionale (Papua Nuova Guinea)
Il Parlamento nazionale della Papua Nuova Guinea è il parlamento unicamerale dello stato oceanico della Papua Nuova Guinea. Esso è composto da 118 membri, eletti per un mandato quinquennale.